# Neopsittacus pullicauda
El lori montano chico (Neopsittacus pullicauda) es una especie de ave psittaciforme de la familia Psittaculidae endémica de Nueva Guinea.

## Descripción
El lori montano chico mide alrededor de 18 cm de largo. Su plumaje es principalmente verde, algo más claro en los flancos y bajo vientre, mientras que su pecho, vientre y parte inferior de las alas son de color rojo intenso, también son rojas las plumas laterales de la parte inferior de su cola. Presenta un fino veteado amarillento en las mejillas y frente. Su pico es de color anaranjado, lo que además del tamaño lo diferencia del lori montano grande que lo tiene amarillo. El iris de sus ojos es rojo. Los juveniles presentan menos rojo en las partes inferiores y menos veteado en el rostro, y su pico es parduzco anaranjado.

## Distribución y hábitat
Como indica su nombre el hábitat natural del lori montano chico son las selvas tropicales de montaña entre los 1700 y 3800 m s. n. m. Se encuentra a lo largo la Cordillera Central de la isla de Nueva Guinea salvo en la península de Doberai, en el tramo noroccidental.